# Windsor (Nova Escócia)
Windsor é a cidade sede do condado de Hants, na província canadense da Nova Escócia, província do atlântico no leste do Canadá.
A população da cidade, de acordo com o censo canadense de 2016, era de 3.648 habitantes e a área era de cerca de 9.11 quilômetros quadrados.